# Andre Jay Green
Andre Jay Green (* 26. července 1998, Solihull) je anglický fotbalový záložník a bývalý mládežnický reprezentant, od srpna 2023 hráč anglického mužstvu Rotherham United FC. Mimo Velké Británie (Anglie) působil na klubové úrovni na Slovensku. Nastupuje na postu pravého nebo levého křídla.

## Klubová kariéra
Svoji fotbalovou kariéru začal v Aston Ville, jejíž je odchovanec. V průběhu jarní části ročníku 2014/15 se propracoval do prvního týmu, kde si v následující sezoně připsal dva starty ve slavné Premier League. V době debutu mu bylo pouhých 17 let. Na jaře 2016 však s Aston Villou z nejvyšší soutěže sestoupil a nastupoval za ní ve druhé nejvyšší soutěži EFL Championship, zároveň také hrál za výběr do 23 let. V létě 2018 odešel do třetí ligy na hostování do mužstva Portsmouth FC, avšak v jarní části ročníku 2018/19 již opět nastupoval za svůj mateřský celek, a pomohl mu v play-off k návratu do Premier League. Portsmouth na jaře 2019 vybojoval EFL Trophy a Green se na tomto úspěchu částečně podílel. V sezoně 2019/20 hostoval ve druhé nejvyšší soutěži nejprve v klubu Preston North End FC a následně v mužstvu Charlton Athletic FC. V létě 2020 se po konci smlouvy v Aston Ville stal volným hráčem a po půl roce bez angažmá posílil klub Sheffield Wednesday FC, se kterým však na jaře 2021 sestoupil do třetí anglické ligy.

### ŠK Slovan Bratislava

#### Sezóna 2021/22
V srpnu 2021 přestoupil na Slovensko a uzavřel dvouletý kontrakt s opcí na stejně dlouhou dobu s úřadujícím mistrem Slovanem Bratislava, který o něj jevil zájem již v zimě 2020/21. Ve Slovanu se stal prvním rodilým Angličanem v historii mužstva, dostal dres s číslem 19. Za bratislavský tým odehrál odvetu čtvrtého předkola – play-off Evropské ligy UEFA 2021/22, ve které se spoluhráči vybojoval domácí remízu 2:2 s Olympiakosem Pireus z Řecka., do skupinové části této soutěže však se Slovanem nepostoupil, protože jeho tým v prvním duelu prohrál na hřišti soupeře 0:3. Green tehdy nenastoupil, protože do Slovanu Bratislava přišel až po něm. S mužstvem však byli zařazení do základní skupiny F Evropské konferenční ligy UEFA 2021/22, kde v konfrontaci se soupeři: FC Kodaň (Dánsko) – (prohry doma 1:3 a venku 0:2), PAOK Soluň (Řecko) – (remízy venku 1:1 a doma 0:0) a stejně jako v kvalifikaci s Lincolnem Red Imps – (výhry doma 2:0 a venku 4:1) skončili na třetím místě tabulky, což na postup do jarní vyřazovací fáze nestačilo. Green v této sezóně pohárové Evropy odehrál sedm zápasů a dal v nich pět přesných zásahů, konkrétně dohromady tři v zápasech s Lincolnem a po jednom v utkáních s Olympiakosem a PAOKem.
Ligový debut v dresu Slovanu si odbyl v pátém kole hraném 22. srpna 2021 v souboji s celkem ŠKF Sereď, odehrál celé utkání a se svými spoluhráči vybojoval ve střetnutí hraném v Trnavě výhru 1:0. Svůj první ligový gól v sezoně vsítil v 16. kole hraném 29. listopadu 2021 v odvetě se Seredí, když v 71. minutě zvyšoval na konečných 2:0. Podruhé v ročníku zaznamenal branku 19. 2. 2022 v souboji s klubem FK Pohronie a podílel se na skvělém obratu skóre z 0:3 na 4:3. Další dvě branky si připsal proti týmu ŠKF Orion Tip Sereď (výhra 5:1). V sezoně 2021/22 pomohl svému zaměstnavateli již ke čtvrtému titulu v řadě, což Slovan dokázal jako první v historii slovenského fotbalu. Svůj pátý ligový gól v sezoně zaznamenal 21. května 2022 v posledním 32. kole v souboji s mužstvem MŠK Žilina, když v 71. minutě srovnával na konečných 2:2.

#### Sezóna 2022/23
Se Slovanem postoupil po domácí remíze 0:0 a venkovním vítězství 2:1 po prodloužení přes Dinamo Batumi z Gruzie do druhého předkola Ligy mistrů UEFA 2022/23, v němž však nestačili po výhře 2:1 venku a prohře 1:4 doma na maďarský celek Ferencvárosi TC z hlavního města Budapešti. Následně nepřešli ani po přesunu do třetího předkola Evropské ligy UEFA 2022/2023 přes Olympiakos Pireus z Řecka (remíza 1:1 venku a prohra 2:3 doma po penaltovém rozstřelu), avšak se spoluhráči vybojovali postup do skupinové fáze Evropské konferenční ligy UEFA 2022/2023. Se Slovanem Bratislava byl zařazen do základní skupiny H, kde v konfrontaci se soupeři: FC Basilej (Švýcarsko) - (výhra 2:0 venku a remíza 3:3 doma), FK Žalgiris (Litva) - (remíza 0:0 doma a výhra 2:1 venku) a FC Pjunik Jerevan (Arménie) - (prohra 0:2 venku a výhra 2:1 doma) s ním postoupil se ziskem 11 bodů jako vítěz skupiny poprvé v novodobé historii Slovanu do jarní vyřazovací fáze některé evropské pohárové soutěže. V ní ale se Slovanem vypadl po penaltovém rozstřelu v osmifinále s Basilejí. Green v tomto ročníku pohárové Evropy nastoupil ke 12 utkáním, ve kterých se dvakrát střelecky prosadil, když dal po jedné brance v obou střetnutích s Olympiakosem.
Poprvé v sezoně skóroval 23. 7. 2022 ve druhém kole proti týmu AS Trenčín (výhra 4:0), když se trefil v 69. minutě. Další branku v ročníku si připsal v následujícím kole hraném 30. července 2022 proti Zemplínu Michalovce. V 72. minutě dával na 2:2, společně se svými spoluhráči nakonec porazili soupeře na domácím trávníku v poměru 4:2. Svůj třetí gól v sezoně zaznamenal ve 20. kole při remíze 2:2 v souboji s Duklou Banská Bystrica. Následně se střelecky prosadil v duelu s mužstvem FK Železiarne Podbrezová, v 52. minutě dával na konečných 2:1. Popáté v ročníku skóroval 23. 4. 2023, když proti klubu MŠK Žilina (výhra 4:2) otevřel v páté minutě střelecký účet zápasu. Svoji šestou branku v sezoně si připsal při vítězství 3:2 nad týmem FC DAC 1904 Dunajská Streda, Slovan i díky němu zvýšil v tabulce náskok na tohoto soupeře na pět bodů. Na konci ročníku získal se Slovanem Bratislava titul, který byl pro mužstvo již historicky pátý v řadě. Po skončení sezony ze Slovanu odešel.

### Rotherham United FC
V létě 2023 se vrátil do vlasti a podepsal jako volný hráč smlouvu na dva roky s klubem Rotherham United FC.

## Klubové statistiky
Aktuální k 7. červnu 2024
| Sezona    | Klub                         | Soutěž                  | Zápasy | Góly |
| --------- | ---------------------------- | ----------------------- | ------ | ---- |
| 2014/2015 | Aston Villa FC               | Barclays Premier League | 0      | 0    |
| 2015/2016 | Aston Villa FC               | Barclays Premier League | 2      | 0    |
| 2016/2017 | Aston Villa FC               | Sky Bet Championship    | 15     | 0    |
| 2017/2018 | Aston Villa FC               | Sky Bet Championship    | 5      | 1    |
| 2018/2019 | Portsmouth FC (host.)        | Sky Bet League One      | 6      | 1    |
| 2018/2019 | Aston Villa FC               | Sky Bet Championship    | 21     | 1    |
| 2019/2020 | Preston North End (host.)    | Sky Bet Championship    | 4      | 0    |
| 2019/2020 | Charlton Athletic FC (host.) | Sky Bet Championship    | 13     | 2    |
| 2020/2021 | Sheffield Wednesday FC       | Sky Bet Championship    | 11     | 0    |
| 2021/2022 | Sheffield Wednesday FC       | Sky Bet League One      | 2      | 0    |
| 2021/2022 | ŠK Slovan Bratislava         | Fortuna liga            | 26     | 5    |
| 2022/2023 | ŠK Slovan Bratislava         | Fortuna liga            | 25     | 6    |
| 2023/2024 | Rotherham United FC          | Sky Bet Championship    | 9      | 0    |

## Reprezentační kariéra
Andre Green je bývalý mládežnický reprezentant, nastupoval za kategorie do 16, 17, 18, 19 a 20 let. Celkem za žákovské výběry Anglie absolvoval 20 střetnutí.